# Campiglossa deserta
Campiglossa deserta är en tvåvingeart som först beskrevs av Erich Martin Hering 1939.  Campiglossa deserta ingår i släktet Campiglossa och familjen borrflugor. Inga underarter finns listade.